# Allah Peliharakan Sultan
Allah Peliharakan Sultan (na malajskom "Bože blagoslovi Sultana" je državna himna Bruneja. Napisao ju je Pengiran Haji Mohamed Yusuf bin Abdul Rahim, a ukomponirao Awang Haji Besar bin Sagap 1947. godine. Usvojena je kao državna himna 1951. godine.

Ya Allah lanjutkanlah Usia 

Kebawah Duli Yang Maha Mulia

Adil berdaulat menaungi nusa

Memimpin rakyat kekal bahagia

Hidup sentosa Negara dan Sultan

Ilahi selamatkan Brunei Darussalam.